# Campeonato Mundial de Esquí Acrobático de 2005
El X Campeonato Mundial de Esquí Acrobático se celebró en la localidad de Ruka (Finlandia) entre el 17 y el 20 de marzo de 2005 bajo la organización de la Federación Internacional de Esquí (FIS) y la Asociación Finlandesa de Esquí.

## Medallistas

### Masculino
| Evento                     | Oro                                      | Plata                                   | Bronce                                |
| -------------------------- | ---------------------------------------- | --------------------------------------- | ------------------------------------- |
| Baches (19.03)             | Nathan Roberts Estados Unidos 26,90 pts. | Marc-André Moreau · Canadá · 26,83 pts. | Dale Begg-Smith Australia 26,75 pts.  |
| Baches en paralelo (20.03) | Toby Dawson Estados Unidos               | Sami Mustonen · Finlandia               | Jeremy Bloom Estados Unidos           |
| Halfpipe (17.03)           | Mathias Wecxsteen Francia 47,00          | Loïc Collomb-Patton Francia 46,70       | Corey Vanular · Canadá · 44,00        |
| Salto aéreo (18.03)        | Steve Omischl · Canadá · 258,98          | Jeff Bean · Canadá · 253,61             | Alexei Grishin · Bielorrusia · 246,19 |
| Campo a través (18.03)     | Tomáš Kraus · República Checa            | Jesper Brugge · Suecia                  | Audun Grønvold · Noruega              |

### Femenino
| Evento                     | Oro                                      | Plata                                        | Bronce                                   |
| -------------------------- | ---------------------------------------- | -------------------------------------------- | ---------------------------------------- |
| Baches (19.03)             | Hannah Kearney Estados Unidos 26,40 pts. | Nikola Sudová · República Checa · 26,31 pts. | Margarita Marbler · Austria · 26,31 pts. |
| Baches en paralelo (20.03) | Jennifer Heil · Canadá                   | Kari Traa · Noruega                          | Aiko Uemura Japón                        |
| Halfpipe (17.03)           | Sarah Burke · Canadá · 44,00             | Kristi Leskinen Estados Unidos 39,70         | Grete Eliassen · Noruega · 38,20         |
| Salto aéreo (18.03)        | Li Nina China 197,37                     | Evelyne Leu · Suiza · 196,01                 | Guo Xinxin China 183,94                  |
| Campo a través (18.03)     | Karin Huttary · Austria                  | Magdalena Iljans · Suecia                    | Ophélie David Francia                    |

## Medallero
| Núm. | País            | Oro | Plata | Bronce | Total |
| ---- | --------------- | --- | ----- | ------ | ----- |
| 1    | Canadá          | 3   | 2     | 1      | 6     |
| 2    | Estados Unidos  | 3   | 1     | 1      | 5     |
| 3    | Francia         | 1   | 1     | 1      | 3     |
| 4    | República Checa | 1   | 1     | 0      | 2     |
| 5    | Austria         | 1   | 0     | 1      | 2     |
| 5    | China           | 1   | 0     | 1      | 2     |
| 7    | Suecia          | 0   | 2     | 0      | 2     |
| 8    | Noruega         | 0   | 1     | 2      | 3     |
| 9    | Finlandia       | 0   | 1     | 0      | 1     |
| 9    | Suiza           | 0   | 1     | 0      | 1     |
| 11   | Australia       | 0   | 0     | 1      | 1     |
| 11   | Bielorrusia     | 0   | 0     | 1      | 1     |
| 11   | Japón           | 0   | 0     | 1      | 1     |
|      | TOTAL           | 10  | 10    | 10     | 30    |